# Aufruf an die Kulturwelt
An die Kulturwelt! was een manifest dat in oktober 1914 gepubliceerd werd om de Duitse inval in België te rechtvaardigen en de oorlogsmisdaden te ontkennen die in België waren begaan (tegenwoordig bekend als de Rape of Belgium). Het propagandadocument werd grotendeels opgesteld door Ludwig Fulda en onderschreven door hemzelf en 92 andere Duitse wetenschappers, historici, schrijvers, theologen, componisten en andere eminente figuren (vandaar: Manifest der 93). Het richtte zich in de eerste plaats tot de landen die nog neutraal waren in de Eerste Wereldoorlog.

## Totstandkoming

Destroy This Mad Brute – Enlist. Propagandaposter voor het Amerikaans leger uit 1917 waarop Duitsland als een bruut is voorgesteld. De bebloede knots met het opschrift "Kultur" is een verwijzing naar het Manifest der 93.

Het initiatief voor de oproep lijkt niet van overheidswege te zijn gekomen. Onder de indruk van een krantenartikel over anti-Duitse leugens, zond industrieel Erich Buchwald vanuit zijn Privatkontor een eerste voorstel aan de dichter Hermann Sudermann (10 september 1914). Die liet toneelauteur Ludwig Fulda een tekst schrijven. Volgens mede-opsteller en Berlijns burgemeester Georg Reicke was de 'thesenvorm' geïnspireerd op de 95 stellingen van Maarten Luther. Industriële en politieke kringen werden dus bij de redactie betrokken, maar uiteindelijk zag men ervan af hen mee te laten ondertekenen. Het buitenlandministerie en de zeemacht zorgden voor de publicatie.
Een deel van de Duitse intelligentsia werd bereid gevonden om de tekst te onderschrijven. Sommigen claimden achteraf hem niet te hebben kunnen inzien, maar enkel voor Lujo Brentano was dit reden om zich er alsnog openlijk van te distantiëren. Openlijke pacifisten als Einstein en Hermann Hesse waren in eerste instantie niet aangezocht. De zeldzame weigeraars, waaronder Max Weber en Hans Delbrück, konden het hard te verduren krijgen, zoals David Hilbert ondervond toen hij door zijn studenten belaagd werd.
Het op 4 oktober gedateerde manifest verscheen in alle grote Duitse kranten en werd verspreid in tien verschillende talen.

## Inhoud
Aan de beschaafde wereld!
Een oproep.
Wij, vertegenwoordigers van Duitse kunst en wetenschap, protesteren ten aanzien van de hele beschaafde wereld tegen de leugens en de laster waarmee onze vijanden Duitslands schone zaak in de zware ons opgedrongen strijd om het bestaan trachten te bezoedelen. De boude mond van de gebeurtenissen heeft de verspreiding van verzonnen Duitse nederlagen weerlegd. Des te gretiger werkt men nu met vervormingen en verdachtmakingen. Tegen hen verheffen wij luid onze stem. Zij zal de verkondigster van de waarheid zijn.
Het is niet waar, dat Duitsland schuld draagt aan deze oorlog. Noch het volk heeft hem gewild, noch de regering, noch de keizer. Aan Duitse kant is het uiterste gedaan om hem te af te wenden. Daarvoor liggen de wereld de bewijsstukken voor. Vaak genoeg heeft Wilhelm II zich in de 26 jaar van zijn regering opgeworpen als beschermheer van de wereldvrede; vaak genoeg hebben zelfs onze tegenstanders dit erkend. Ja, deze zelfde keizer, die zij nu een Attila durven noemen, is gedurende tientallen jaren door hen bespot om zijn niet aflatende liefde voor de vrede. Pas toen een reeds lang aan de grenzen loerende overmacht van drie zijden over ons volk heen viel, heeft het zich als één man opgericht.
Het is niet waar, dat wij boosaardig de neutraliteit van België hebben geschonden. Frankrijk en Engeland hadden aantoonbaar besloten haar te schenden. België had daar aantoonbaar mee ingestemd. Het was zelfvernietiging geweest om hen niet voor te zijn.
Het is niet waar, dat het leven en de eigendom van één enkele Belgische burger door onze soldaten is aangetast, zonder dat de meest bittere noodweer dit gebood. Omdat opnieuw en opnieuw, alle verwittigingen te spijt, de bevolking hen uit hinderlaag beschoot, gewonden verminkte, artsen vermoordde in de uitoefening van hun Samaritanenwerk. Men kan niet lager veinzen, dan wanneer men de misdaden van die sluipmoordenaars verzwijgt om de rechtvaardige straf die zij hebben ondergaan, de Duitsers tot misdaad aan te rekenen.
Het is niet waar, dat onze troepen brutaal tegen Leuven tekeer zijn gegaan. Met bezwaard hart hebben zij door een gedeeltelijke beschieting der stad vergelding moeten uitoefenen op een razende bevolking, die hen arglistig in hun kwartier overviel. Het grootste deel van Leuven is behouden gebleven. Het beroemde stadhuis staat geheel ongedeerd. Met zelfopoffering hebben onze soldaten het van de vlammen gered. - Moesten in deze verschrikkelijke oorlog kunstwerken zijn vernietigd of nog worden vernietigd, zal iedere Duitser het beklagen. Maar zo min als we ons ergens door iemand laten overtreffen in de liefde voor de kunst, zo vastbesloten weigeren we om het behoud van een kunstwerk af te kopen met een Duitse nederlaag.
Het is niet waar, dat onze oorlogsvoering de wetten van het volkenrecht miskent. Ze kent geen ongedisciplineerde wreedheid. Maar in het oosten drenkt het bloed van de door Russische horden afgeslachte vrouwen en kinderen de aarde, en in het westen rijten dumdumkogels onze strijders de borst open. Het minste recht om zich voor te doen als verdedigers van de Europese beschaving, hebben zij die zich hebben geallieerd met de Russen en de Serviërs en de wereld het schandelijke schouwspel aanbieden dat er Mongolen en negers op het blanke ras worden losgelaten.
Het is niet waar, dat de strijd tegen ons zogeheten militarisme geen strijd tegen onze cultuur is, zoals onze vijanden huichelachtig voorwenden. Zonder het Duitse militarisme was de Duitse beschaving al lang van de aardebodem verdelgd. Voor hun bescherming is het uit hen naar voren gekomen in een land dat eeuwenlang als geen ander geteisterd is door rooftochten. Het Duitse leger en het Duitse volk zijn een. Dit bewustzijn verbroedert vandaag 70 miljoen Duitsers ongeacht opleiding, stand of partij.
We kunnen onze vijanden het giftige wapen der leugen niet ontworstelen. We kunnen enkel over de hele wereld uitroepen dat ze een valse getuigenis afleggen tegen ons. U die ons kent, die tot nu samen met ons het hoogste bezit van de mensheid gehoed heeft, U roepen wij op:
Geloof ons! Geloof dat we deze strijd tot het einde zullen strijden als een beschaafde natie, voor wie de erfenis van een Goethe, een Beethoven, een Kant net zo heilig is als haar hart en haar bodem.
Daarvoor staan wij in met onze naam en met onze eer!

## Ondertekenaars
| - Adolf von Baeyer - Peter Behrens - Emil Adolf von Behring - Wilhelm von Bode - Alois Brandl - Lujo Brentano - Justus Brinckmann - Johannes-Ernst Conrad - Franz Defregger - Richard Dehmel - Adolf Deißmann - Friedrich-Wilhelm Dörpfeld - Friedrich von Duhn - Paul Ehrlich - Albert Ehrhard - Carl Engler - Gerhart Esser - Rudolf Christoph Eucken - Herbert Eulenberg - Heinrich Finke - Emil Fischer - Wilhelm Foerster - Ludwig Fulda - Eduard Gebhardt - Johann Jacobus Maria de Groot - Fritz Haber - Ernst Haeckel - Max Halbe - Adolf von Harnack - Carl Hauptmann - Gerhart Hauptmann | - Gustav Hellmann - Wilhelm Herrmann - Andreas Heusler - Adolf von Hildebrand - Ludwig Hoffmann - Engelbert Humperdinck - Leopold Graf von Kalckreuth - Arthur Kampf - Friedrich August von Kaulbach - Theodor Kipp - Felix Klein - Max Klinger - Alois Knoepfler - Anton Koch - Paul Laband - Karl Lamprecht - Philipp Lenard - Maximilian Lenz - Max Liebermann - Franz von Liszt - Karl Ludwig Manzel - Joseph Mausbach - Georg von Mayr - Sebastian Merkle - Eduard Meyer - Heinrich Morf - Friedrich Naumann - Albert Neisser - Walther Hermann Nernst - Wilhelm Ostwald - Bruno Paul | - Max Planck - Albert Plehn - Georg Reicke - Max Reinhardt - Alois Riehl - Carl Robert - Wilhelm Röntgen - Max Rubner - Fritz Schaper - Adolf Schlatter - August Schmidlin - Gustav von Schmoller - Reinhold Seeberg - Martin Spahn - Franz von Stuck - Hermann Sudermann - Hans Thoma - Wilhelm Trübner - Karl Gustav Vollmoeller - Richard Voß - Karl Vossler - Siegfried Wagner - Heinrich Wilhelm Waldeyer - August von Wassermann - Felix von Weingartner - Theodor Wiegand - Wilhelm Wien - Ulrich von Wilamowitz-Moellendorff - Richard Willstätter - Wilhelm Windelband - Wilhelm Wundt |

## Voetnoten
1. ↑  Bernhard vom Brocke, "Wissenschaft und Militarisumus. Der Aufruf der 93 'An die Kulturwelt!' und der Zusammenbruch der internationalen Gelehrtenrepublik im Ersten Weltkrieg", in: William M. Calder III (red.), Wilamowitz nach 50 Jahren, 1985
2. ↑  Resp. het Pressebureau des Auswärtiges Amtes en het Nachrichtenbureau des Reichsmarinekriegsamtes
3. ↑  Constance Reid, Hilbert, New York, 1996, p. 137-138